# Loi sur les pulsations cardiaques du fœtus

lois sur les pulsations cardiaques du fœtus par État:
Loi votée
Loi partiellement votée par le corps législatif de l'État
Loi bloquée par la cour (Suprême ou d'État)

Les lois sur les pulsations cardiaques du fœtus (fetal heartbeat bill ou heartbeat bill en anglais) sont des types de lois, aux États-Unis, visant à restreindre la pratique de l'interruption volontaire de grossesse à la période précédant la détection de la première activité cardiaque de l'embryon. Les pulsations cardiaques de l'embryon étant généralement détectées à partir de six semaines de grossesse, ces lois tendent de facto à être des lois contre tout droit à l'avortement.